# 斑尾林鸽
斑尾林鸽（学名：Columba palumbus）为鸠鸽科鸽属的鸟类。分布于欧洲、非洲、小亚细亚、俄羅斯、巴基斯坦、尼泊尔、印度、锡金以及中国大陆的新疆等地，主要生活于地面以及或在丛树或灌木间。该物种的模式产地在瑞典。

## 保护
- 中国国家重点保护动物等级：二级

## 亚种
- 新疆斑尾林鸽（学名：Columba palumbus casiotis）。在中国大陆，分布于新疆等地。该物种的模式产地在新疆西部。[3]

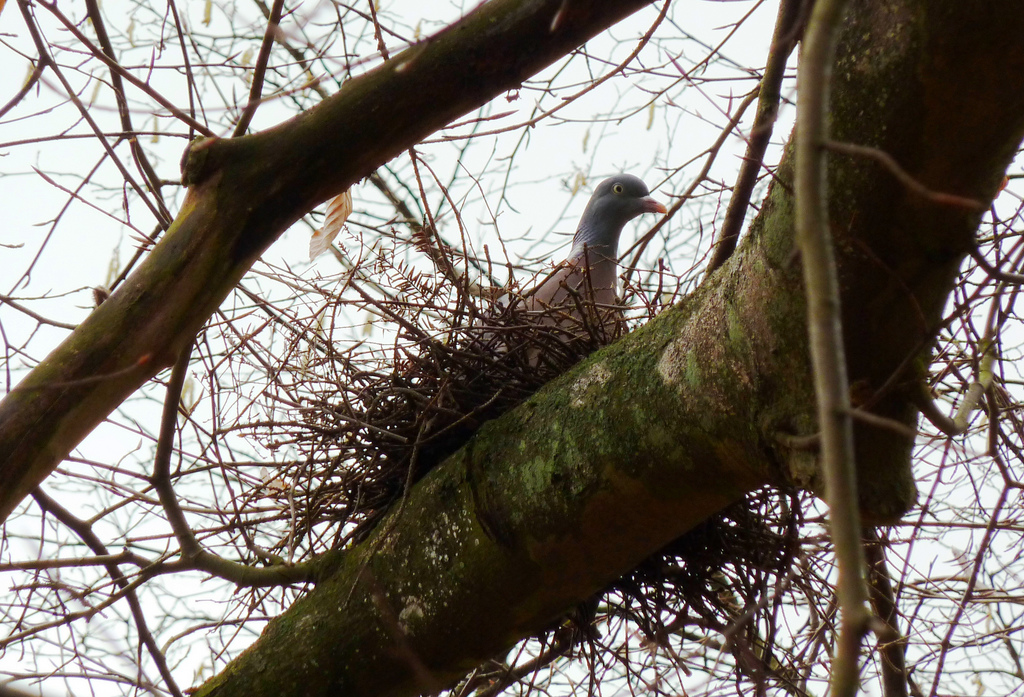
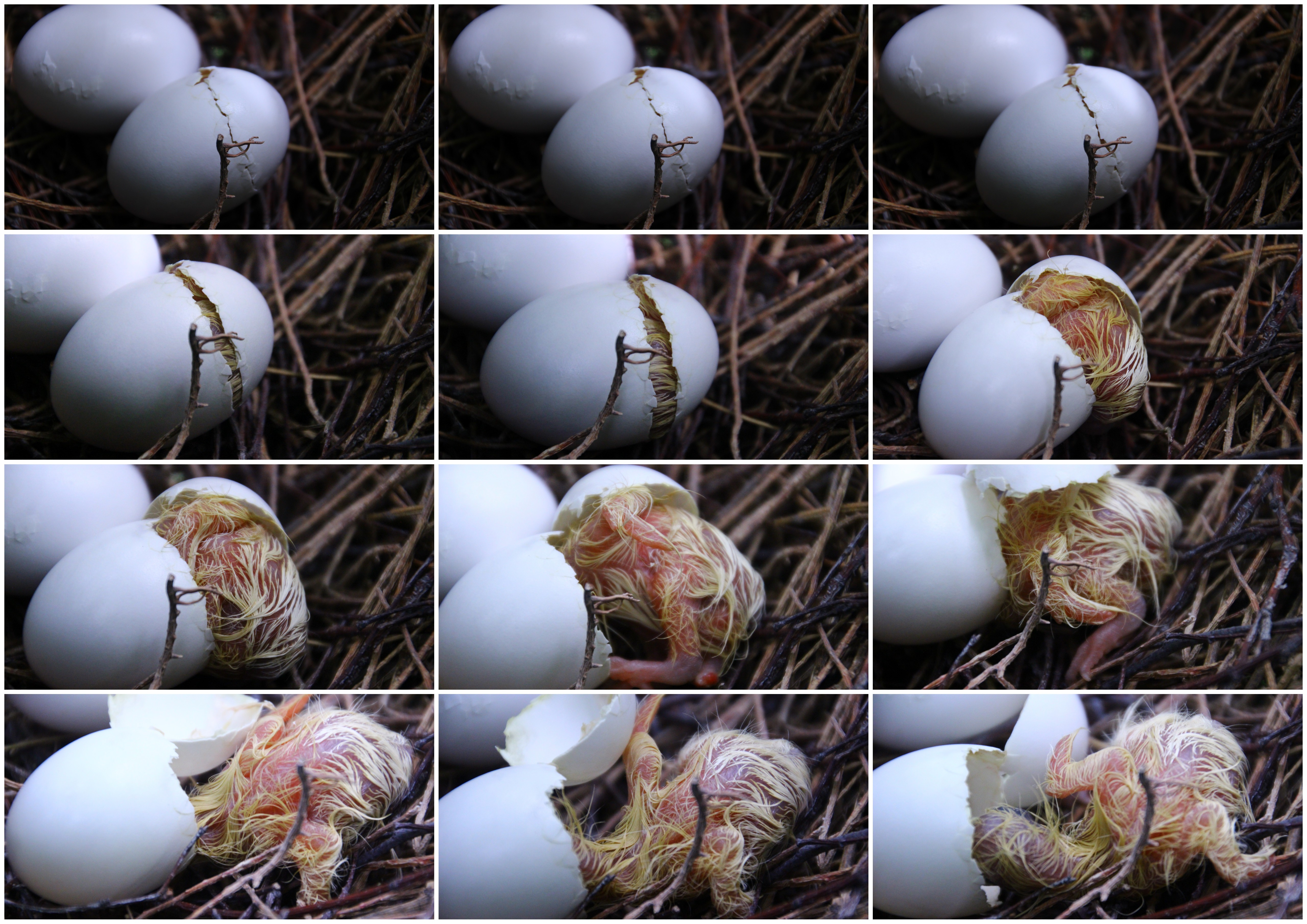
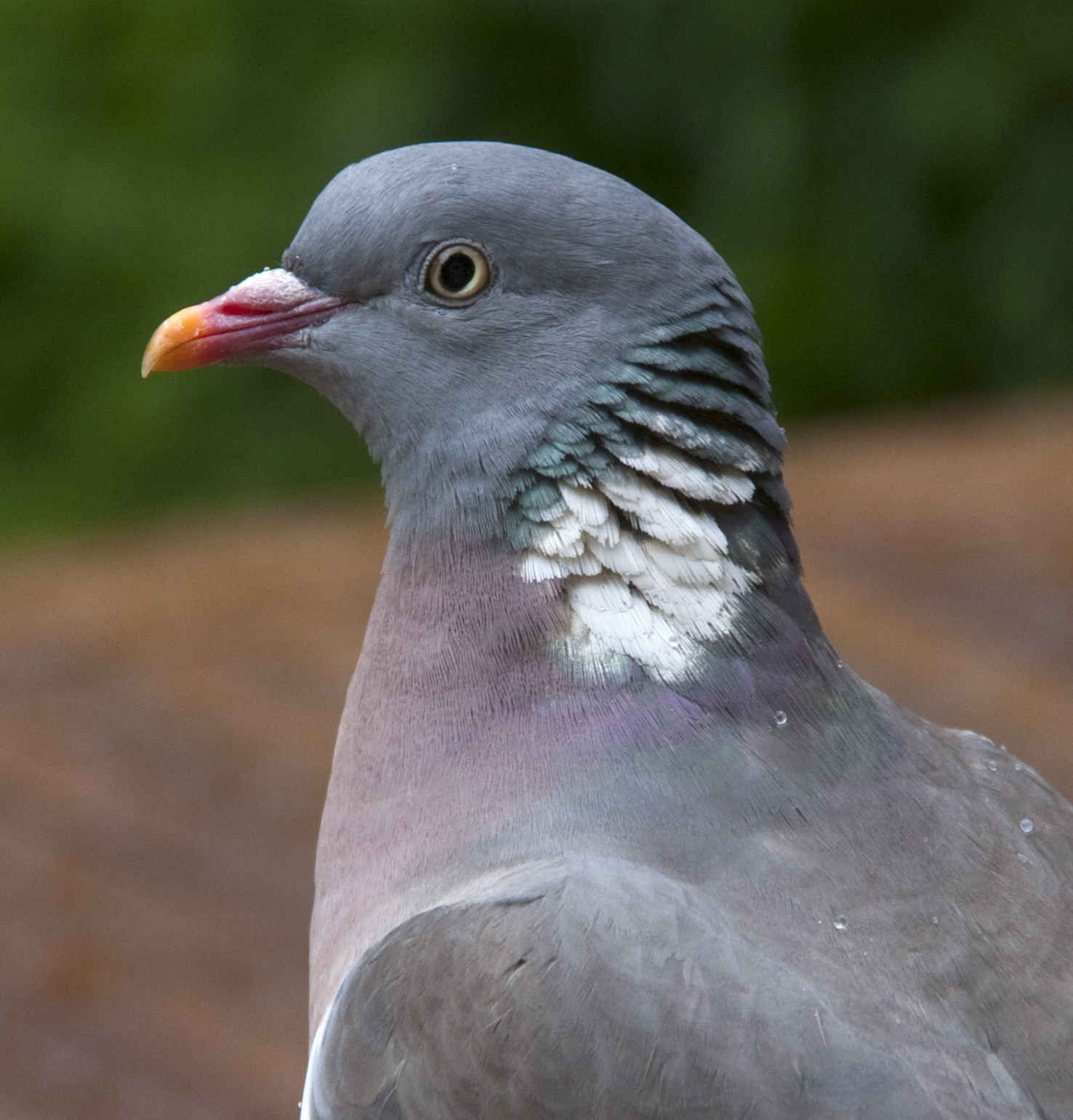
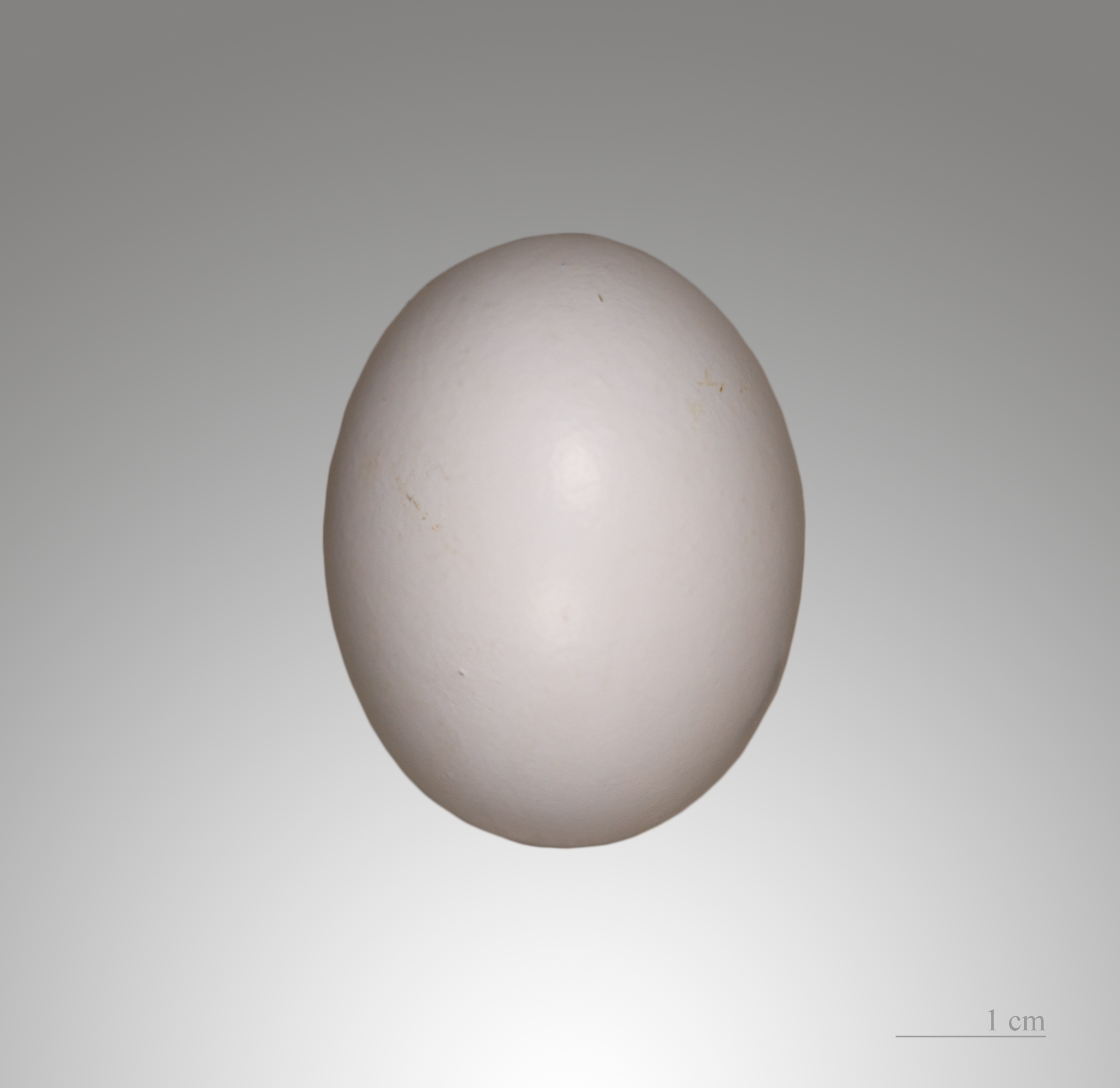